# Glomus iranicum var. tenuihypharum
 (septembre 2016).
Si vous disposez d'ouvrages ou d'articles de référence ou si vous connaissez des sites web de qualité traitant du thème abordé ici, merci de compléter l'article en donnant les références utiles à sa vérifiabilité et en les liant à la section « Notes et références ».
 (décembre 2016).
Variété
Glomus iranicum var. tenuihypharum, est une variété de champignons formateurs de mycorhizes arbusculaires (HMA), qui contribue à améliorer les conditions physico-chimiques du sol et à stimuler la croissance et la productivité de la majorité des plantes.

## Description
Cette espèce, isolée d'un sol alcalin de pH 9,5 à forte présence de sels de Mg, Ca et Mn, parvient à une symbiose appropriée avec la majorité des plantes agricoles y compris dans les conditions de manipulation de l'agriculture intensive. Il produit un abondant mycélium extramatriciel, capable d'explorer un grand volume de sol. Il se reproduit à partir de spores générées à l'extérieur de la racine, ce qui facilite un meilleur transport des nutriments dans les racines vers la plante, et tolère des concentrations élevées de sels nutritionnels dans le sol, ce qui garantit une tolérance appropriée des protocoles de fertilisation de l'agriculture intensive. 
En raison de ses caractéristiques biologiques, Symborg, l'entreprise qui a découvert cette espèce, a obtenu un brevet sur celle-ci, qui protège pour la première fois une espèce de HMA.
Des études scientifiques ont été publiées dans des revues spécialisées à propos des effets de cette espèce sur différents types de cultures. Dans le cas spécifique du raisin de table, des augmentations continues de 12 à 45 % de la production totale ont été obtenues pendant plus de trois ans, dans les variétés Red Globe, Crimson, Napoléon, Thomson seedless, etc., avec des augmentations soutenues de la qualité du fruit. On a constaté des augmentations de la longueur et du poids des grappes ainsi qu'une plus grande uniformité de la couleur et des degrés Brix du fruit récolté.
Dans les cultures horticoles, il apporte des augmentations significatives de l'activité physiologique (meilleur état hydrique et meilleur échange gazeux) et de la productivité (10-15 %) des plantes traités, cultivées sous serre ou en plein air. Une étude du système radiculaire du melon, réalisée par l'université polytechnique de Cartagena en Espagne, a mis en évidence le fait que l'application de cette espèce augmente non seulement la superficie d'exploration radiculaire à partir de la stimulation de radicelles fines, mais induit aussi un changement dans l'architecture radiculaire, favorisant une plus grande absorption des nutriments. Elle produit également des augmentations significatives de ses potentiels de production.
Sur les poivrons sous serre, les études mettent en évidence non seulement une plus grande augmentation de la production (1 kg par m 2, mais aussi un contrôle important de l'expression hormonale endogène des plantes, en augmentant au début de la culture l'expression d'auxine (acide indolacétique) pour une plus grande production de racines, et une plus grande colonisation mycorhizienne, une plus grande expression de gibbérellines et de cytokinine, en faveur d'un plus grand développement foliaire et productif à partir de cinquante jours de culture, et une diminution significative d'acide abscissique, en faveur de plantes plus jeunes vers la fin du cycle.
Dans la production de céréales et de grains, comme c'est le cas du maïs et du soja, la colonisation avec cette espèce permet des augmentations des rendements de production supérieurs à 10 %.

### Symbiose
La bactérie Methylobacterium symbioticum, fixatrice d'azote, a été isolée d'une spore de Glomus iranicum var. tenuihypharum prélevée dans le sol à Fortuna en Espagne.